# 75th Street – Elderts Lane
75th Street – Elderts Lane – stacja metra nowojorskiego, na linii J i Z. Znajduje się w dzielnicy Queens, w Nowym Jorku i zlokalizowana jest pomiędzy stacjami 85th Street – Forest Parkway i Cypress Hills. Została otwarta 11 czerwca 1917.